# پیلاتوس پی-۳
پیلاتوس پی-۳ (به انگلیسی: Pilatus_P-3) یک هواگرد از نوع هواپیمای آموزشی ساخت شرکت Pilatus Aircraft است. هواگرد پیلاتوس پی-۳ نخستین پروازش را در ۳ سپتامبر ۱۹۵۳ میلادی انجام داد. این هواگرد در سال ۱۹۵۶ میلادی رسماً معرفی گردید. در مجموع، تعداد ۷۹ فروند از این هواگرد ساخته شده‌است.